# Punta Križa
Punta Križa (olaszul: Punta Croce) falu Horvátországban, Tengermellék-Hegyvidék megyében. Közigazgatásilag Mali Lošinjhoz tartozik.

## Fekvése
Cres szigetének legdélibb települése Cres városától 38 km-re délre, Osortól 11 km-re délkeletre a sziget belsejében fekszik. Nyugatra az itt mintegy 5 km széles Lošinji-csatorna túloldalán húzódik Lošinj szigete. Délre a tengerben zátonyok és két sekély szigetecske, melyeket Palacolnak, illetve Orudának neveznek. Keleten mintegy 6 km-re a kis Trstenik-sziget található. Északra a legközelebbi település Osor. Punta Križa környékén még 16 kisebb telep: északra 6 km-re Grmosaj és Matalda, Osor irányában, Drakovac, Peknji, Ograde és Smrečje nyugatra, Peski, Fontana, Sveti Andrija, Veli Mikložan, Pogana és Luzare délre, Murtovnik és Sveti Anton keletre, Perhavac és Ul a központi település közelében találhatók. Többségük tulajdonképpen lakatlan, hiszen nincs állandó lakosságuk, de a házak többségét felújították és a nyári hónapokban használják is őket. Ezek az egykori pásztorszállások ma a pihenést szolgálják.

## Története
A település nevét onnan kapta, hogy a környező pásztorszállásokhoz vezető utak kereszteződésében feküdt. Lakói évszázadok óta juhokat tenyésztettek és még ma is a juhászat az itt lakók fő bevételi forrása, bár a turizmusból, az apartmanok és szobák kiadásából származó bevétel is egyre nagyobb szerepet játszik.
1857-ben 154, 1910-ben 225 lakosa volt. A település 1918-ig az Osztrák–Magyar Monarchia része volt, majd olasz uralom alá került. 1943-ban átmenetileg horvát és jugoszláv egységek szabadították fel. A német megszállás 1943-tól 1945-ig tartott. 1945 és 1990 között Jugoszlávia része volt, majd az önálló horvát állam megalakulása után Horvátország része lett. 2011-ben 61 lakosa volt. A településre 1970-ben vezették be az áramot, az utakat 1974-ben aszfaltozták, addig a szigetnek ez a része csak gyalog, vagy hajón volt megközelíthető. Telefon 1994 óta van a településen, a vízvezeték azonban még nem készült el. A turisták igényeit elégíti ki a településtől délre, az azonos nevű öbölben található Baldarin autós kemping, melynek egy része a naturisták számára van kialakítva. Pogana és Sveti Andrija között is található egy kisebb kemping, melynek Punta Križa a neve. A környék gazdag állatvilágának köszönhetően elterjedt a vadászati turizmus is. A településtől nyugatra fekvő Kaldonta-öbölben halnevelő telep működik. A faluban néhány vendéglátóipari egység is található.

## Lakosság
| Lakosság változása | Lakosság változása | Lakosság változása | Lakosság változása | Lakosság változása | Lakosság változása | Lakosság változása | Lakosság változása | Lakosság változása | Lakosság változása | Lakosság változása | Lakosság változása | Lakosság változása | Lakosság változása | Lakosság változása | Lakosság változása |
| ------------------ | ------------------ | ------------------ | ------------------ | ------------------ | ------------------ | ------------------ | ------------------ | ------------------ | ------------------ | ------------------ | ------------------ | ------------------ | ------------------ | ------------------ | ------------------ |
| 1857               | 1869               | 1880               | 1890               | 1900               | 1910               | 1921               | 1931               | 1948               | 1953               | 1961               | 1971               | 1981               | 1991               | 2001               | 2011               |
| 154                | 155                | 158                | 232                | 227                | 225                | 196                | 212                | 238                | 187                | 194                | 102                | 69                 | 81                 | 61                 | 61                 |

## Nevezetességei
- Antoniazzo de Bocchina nyári kastélyából és a gazdasági épületekből álló komplexuma[4] egy háromszintes, négyszögletes alaprajzú lakó- és kereskedelmi épület impozáns maradványaiból áll, amelynek északi homlokzatát a gótikus Szent Antal-kápolna képezi. A kápolna oltárán a cresi nemesi családból származó Antoniazzo de Bocchina címerét találjuk, melyet 1485-ben faragtak. A lakó- és kereskedelmi épület védelmi jellegzetességekkel is rendelkezik. A kápolna téglalap alaprajzú apszisával, csúcsíves dongaboltozatával, csúcsíves portáljával és harangtornyával tipikusan a 15. századi szigeti kápolnák csoportjába tartozik.
- A temetőben áll a román stílusú Szent András templom, mely egy még régebbi szakrális épület alapjaira épült.
- A Martinšćica-öbölben a település területén található egy Szent Mártonnak szentelt ókeresztény szakrális komplexum romja. A tágas, kereszt alaprajzú templom falai néhol még 5 méter magasan állnak. A falak tört kőből épültek, sok mészhabarccsal. A templom elülső részét apszis zárja le, külső sarkába pedig egy kisebb emlékkápolna épült. A helyszínt nem tárták fel.[5]
- A településen a Ciprijan és Vela staža nevű magaslatok alatt még két kisebb kápolna található.
- A falu évente június 24-én ünnepli védőszentjének Szent Ivánnak a napját.